# Country Girls
Country Girls (カントリー・ガールズ Kantorī・gāruzu?, Las chicas del campo) es un grupo ídol femenino japonés que perteneció al Hello! Project. La agencia en el momento de la actividad es UP-FRONT PROMOTION. 5 de noviembre de 2014, Country Musume. Se cambió el nombre a Country Girls y se reinició con el significado de "convertirse en un grupo de clase mundial". Sus actividades se suspendieron en 26 de diciembre de 2019.

## Historia

### 2014
El 5 de noviembre, el nombre de  Country Musume, se cambió a "Country Girls", y Momoko Tsugunaga de Berryz Kobo, quien anunció el histus indefinido  en marzo de 2015, Manaka Inaba y Risa Yamaki, quienes fueron seleccionadas de Hello Pro Kenshuusei, y las que audicionaron para Morning Musume, Shimamura Uta y Ozeki Mai, quienes fueron seleccionados entre los participantes, se unieron a Country Musume. Mai Satoda, que era la única miembro del grupo, se convirtió en supervisora de Country Girls.
El 31 de diciembre, en "Hello! Project COUNTDOWN PARTY 2014 ~ GOOD BYE & HELLO! ~", 5 personas excepto Tsugunaga (porque seguía activo en Berryz Kobo) interpretarán nuevas canciones "Itooshikute Gomen ne" y "Koi Dorobou "." Se dio a conocer por primera vez, y se dio a conocer como Country Girls.

### 2015
El gran debut el 24 de enero y el 25 de marzo se anunció durante el concierto del Hello! Project en Sapporo. Inicialmente, se anunció que a finales de enero, el sencillo "Itooshukute Gomen ne / Koi Dorobou" se lanzará con cinco miembros además de Tsugunaga, y hará un debut no oficial. Sin embargo, cuando Ozeki falto a la actuación en Tokio, Tsugunaga apareció en su nombre, y la actuación posterior en Nagoya también fue realizada por 6 personas, por lo que fue el predecesor Country Musume. Anunció un debut oficial en Hokkaido, el lugar de debut de Country Musume.
El 31 de enero se abrió el blog oficial de Ameba.
En junio, Shimamura canceló el contrato con UP-FRONT PROMOTION, y se retiró del grupo.Después de eso, estará activo con 5 personas hasta que se unan nuevos miembros.
En julio, se llevó a cabo la primera gira en vivo "Country Girls Live Tour 2015" y realizó una gira de 6 presentaciones en 6 ciudades de todo el país. Además, Tsubaki Factory acompañó esta gira como un acto fresco.
Las miembros de Hello! Pro Kenshuusei Musubu Funaki y Nanami Yanagawa fueron anunciados en el "Evento del 1er aniversario de Country Girls y Pascua de Momoko Tsugunaga!", Celebrado en Shinjuku ReNY el 5 de noviembre.

### 2016
El 28 de abril Inaba suspende actividades por tratamiento médico para el asma.
El 4 de agosto Inaba, que había estado inactivo, se graduó del grupo.
El 5 de noviembre, se anunció que el mánager de juego Tsugunaga se graduará del grupo y de Hello! Project el 30 de junio de 2017 y se retirará del mundo del entretenimiento.

### 2017
En enero, por primera vez en aproximadamente dos años para los miembros, Yanagawa y Funaki tendrán una charla con Mai Satoda por primera vez después de unirse.
El 9 de junio, se transfirió un nuevo sistema del verano, y Morito, Yanagawa y Funaki se transfirieron a otros grupos de Hello! Project, Y esa fue la actividad principal de las Country Girls, mientras que Yamaki y Ozeki en consideración de compatibilidad con en el trabajo escolar, se anunció que no se trasladaría a otros grupos durante sus estudios, y que trabajaría principalmente durante las vacaciones escolares y las largas vacaciones. Además, las obras musicales publicadas después de eso hasta la suspensión de las actividades descritas más adelante se publicarán solo para su distribución (excepto los álbumes).
El 26 de junio, se anunció que Yanagawa se trasladaría a Juice=Juice y Funaki a Angerme, y morito a Morning Musume sirviendo simultáneamente como Country Girls.
Tsugunaga se graduó del grupo en el "Tsugunaga Momoko Last Live ♥Arigatou Otomomochi♥" que se llevó a cabo en el lugar especial al aire libre en Aomi el 30 de junio, y se retiró del mundo del entretenimiento.

### 2018
El 3 de octubre, se anunció que Risa Yamaki se uniría a College Cosmos y al mismo tiempo seguiria en Country Girls.
El 2 de noviembre, se anunció que Nanami Yanagawa se graduará de Country Girls, Juice=Juice y Hello! Project en marzo de 2019.

### 2019
El 11 de marzo, Nanami Yanagawa se graduó de Country Girls, Juice=Juice y Hello! Project con una actuación en Zepp Tokyo, y se retiró del mundo del entretenimiento.
El 18 de octubre se anunció que se suspenderan las actividades con un concierto en LINE CUBE SHIBUYA que sería realizado el 26 de diciembre del mismo año, y se anunció que todos los integrantes se graduarían. Yamaki se graduaria de Hello! Project, College Cosmos y se retiraria de las actividades de artes escénicas, Ozeki continuaria con las actividades como actriz, Funaki se graduaría de Hello! Project y Angerme en marzo de 2020 y se retiraría del mundo del entretenimiento pero se graduó el 10 de diciembre, Morito seguiría en Morning Musume.
El 31 de octubre, Risa Yamaki se graduó de College Cosmos, donde se desempeñaba al mismo tiempo.
El 26 de diciembre, sus actividades se suspendieron y todos (A excepción de Morito y funaki en ese entonces) se graduaron del grupo con el "Country Girls Live 2019 ~Itooshikutte Gomen ne~" en vivo que se llevó a cabo en LINE CUBE SHIBUYA.

## Miembros

### Miembros en el momento de la pausa
| Nombres        | Escritura Natal | Código de color | Prefectura Natal | Fecha de nacimiento   |
| -------------- | --------------- | --------------- | ---------------- | --------------------- |
| Risa Yamaki    | 山木梨沙        | Lima            | Tokio            | 14 de octubre de 1997 |
| Chisaki Morito | 森戸知沙希      | Naranja         | Tochigi          | 19 de febrero de 2000 |
| Mai Ozeki      | 小関舞          | Azul medio      | Tokio            | 10 de febrero de 2002 |
| Musubu Funaki  | 船木結          | Amarillo        | Osaka            | 10 de mayo de 2002    |

#### Otros Miembros
- Mai Satoda (里田まい) (Supervisora)

### Graduadas
| Nombres                                     | Escritura Natal | Código de color | Prefectura Natal | Fecha de Nacimiento     | Tiempo en el grupo | Sencillo debut                                                  | Sencillo Final                                                                                        |
| ------------------------------------------- | --------------- | --------------- | ---------------- | ----------------------- | ------------------ | --------------------------------------------------------------- | --- |
| Momoko Tsugunaga (Exmiembro de Berryz Kobo) | 嗣永桃子        | Rosa            | Chiba            | 6 de marzo de 1992      | 2014-2017          | Itooshikutte Gomen ne / Koi Dorobou                             | Good Boy Bad Girl / Peanut Butter Jelly Love                                                          |
| Manaka Inaba                                | 稲場愛香        | Rojo Italiano   | Hokkaido         | 27 de diciembre de 1997 | 2014-2016          | Itooshikutte Gomen ne / Koi Dorobou                             | Boogie Woogie LOVE / Koi wa Magnet / Ranrarun ~Anata ni Muchuu~ (Actualmente pertenece a Juice=Juice) |
| Uta Shimamura                               | 島村嬉唄        | Margarita       | Kanagawa         | 24 de junio de 2000     | 2014-2015          | Itooshikutte Gomen ne / Koi Dorobou                             | Itooshikutte Gomen ne / Koi Dorobou                                                                   |
| Nanami Yanagawa                             | 梁川奈々美      | Morado          | Kanagawa         | 6 de enero de 2002      | 2015-2019          | Boogie Woogie LOVE / Koi wa Magnet / Ranrarun ~Anata ni Muchuu~ | Kaite wa Keshite no "I Love You"                                                                      |

## Discografía

### Álbumes
- Seasons
- Country Girls Daizenshuu ①

### Sencillos
- Itooshikutte Gomen ne / Koi Dorobou
- Wakatteiru no ni Gomen ne / Tamerai Summer Time
- Boogie Woogie LOVE / Koi wa Magnet / Ranrarun ~Anata ni Muchuu~
- Dou Datte Ii no / Namida no Request
- Good Boy Bad Girl / Peanut Butter Jelly Love

#### Digitales
- Kaite wa Keshite no "I Love You"

- Konamaiki Girl

- Matenai After Five / Kasa wo Sasu Senpai
- One Summer Night ~Manatsu no Kesshin~ / Natsuiro no Palette (Último sencillo)